# Edna Ferber
Edna Ferber (Kalamazoo (Michigan), 15 augustus 1885 – New York, 16 april 1968) was een Amerikaans schrijfster.

## Biografie

### Jeugd
Ferber werd in 1885 geboren in het Amerikaanse Kalamazoo, Michigan. Haar vader, Jacob Charles Ferber was van Hongaars-Joodse komaf. Op de middelbare school viel haar schrijftalent al op door haar verhalen in de schoolkrant. Vervolgens – ze was toen pas 17 jaar – ging ze bij de krant werken, eerst de Appleton Daily Crescent en later de Milwaukee Journal. Tijdens een periode van ziekte – oververmoeidheid door het harde bestaan als journaliste – werkte ze aan haar eerste korte verhaal en haar eerste roman. In 1910 verscheen het korte verhaal The Homely Heroine en in 1911 verscheen haar eerste roman Dawn O'Hara, waarin ze autobiografische elementen verwerkte.

### Werk
In de romans van Ferber zijn de hoofdpersonen over het algemeen sterke vrouwen, maar vaak zijn er nog meer personages die ze verder uitgediept heeft. Meestal ligt de nadruk op minimaal één sterk personage, dat zich duidelijk onderscheidt van de anderen. Met deze techniek liet Ferber zien dat mensen altijd mensen blijven en dat de soms niet altijd zo mooie mensen de beste karakters kunnen hebben.
Ze was erg sterk in het verbeelden van omgeving en verhaallijnen, wat haar romans zeer geschikt maakte om ze te bewerken voor toneel en film. Verfilmde titels zijn onder andere: Show Boat, Giant, Ice Palace, Saratoga Trunk, Cimarron (de verfilming won in 1932 een Oscar). Van drie van deze werken – Show Boat, Saratoga Trunk en Giant – zijn musicals gemaakt.
In 1925 won ze de Pulitzer Prize voor haar roman So Big, waar in datzelfde jaar een stomme film van werd gemaakt met Colleen Moore in de hoofdrol. In 1932 werd het boek nogmaals verfilmd; dit keer speelde Barbara Stanwyck de hoofdrol. In 1953 verscheen de derde verfilming van So Big, met Jane Wyman in de hoofdrol.
Ferber was lid van de literaire kring Algonquin Round Table, een groep schrijvers, critici en acteurs, opgericht door Dorothy Parker, die dagelijks gingen lunchen bij het Algonquin Hotel in New York.

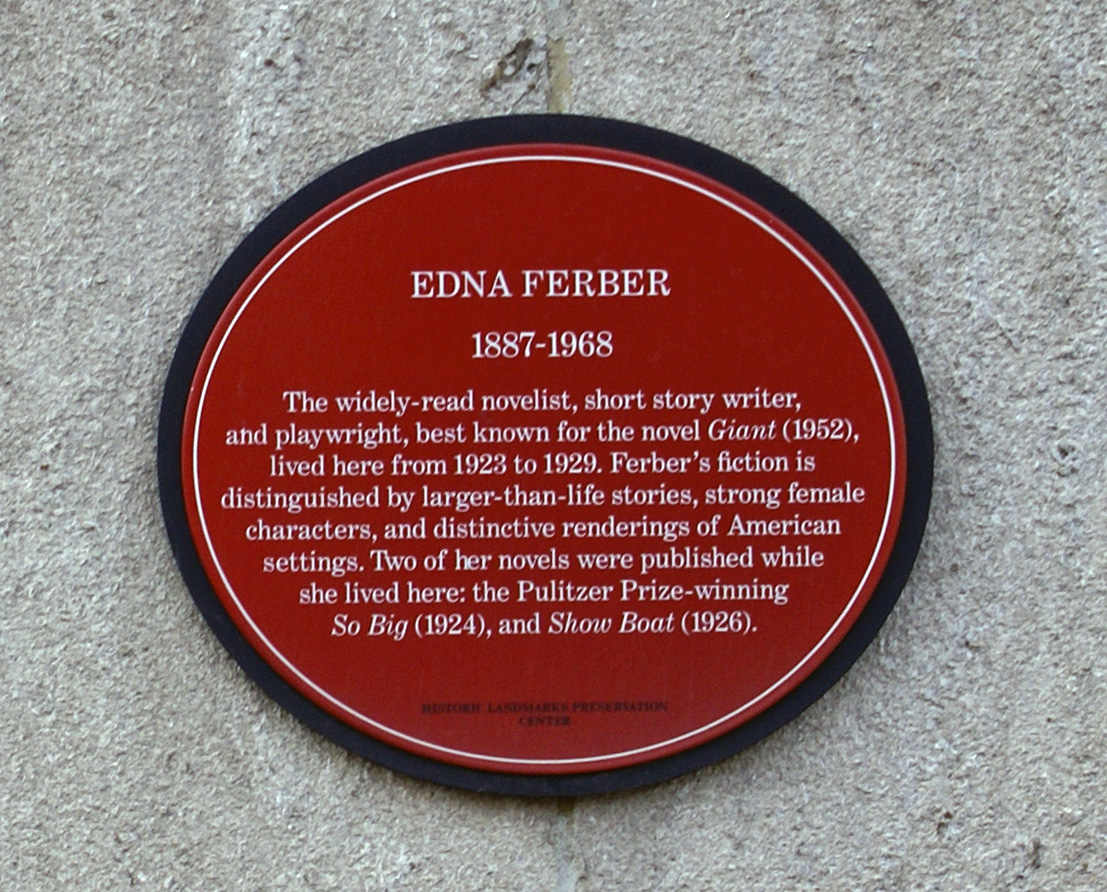
Plakkaat in Manhattan, op de gevel van het gebouw waar Edna Ferber 6 jaar gewoond heeft

### Persoonlijk
Ferber is nooit getrouwd geweest en had geen kinderen. In haar eerste roman, Dawn O'Hara, zou de tante van de hoofdpersoon opgemerkt hebben: Being an old maid was a great deal like death by drowning – a really delightful sensation when you ceased struggling (vertaling: "Het lot van een ouwe vrijster heeft wel iets weg van verdrinken: als je eenmaal stopt met tegenstribbelen, een heerlijk gevoel"). Ferber bemoeide zich wel op een moederlijke manier met de carrière van haar nichtje Janet Fox, een actrice die rollen heeft gespeeld in Ferbers oorspronkelijke Broadway-stukken Dinner at Eight en Stage Door.
Ferber stierf op 82-jarige leeftijd in haar woonplaats New York aan kanker.

## Filmportret
In 1994 is een filmportret over collega-schrijfster Dorothy Parker en de Algonquin Round Table gemaakt, waarin Ferber ook voorkomt: Mrs. Parker and the Vicious Circle.

### Musicalbewerkingenvan romans van Ferber
- Show Boat (1927) - muziek door Jerome Kern, tekst door Oscar Hammerstein II, geproduceerd door Florenz Ziegfeld
- Saratoga (1959) - muziek door Harold Arlen, tekst door Johnny Mercer, gedramatiseerd door Morton Da Costa
- Giant (2009) - muziek en tekst door Michael John LaChiusa

## Trivia
In 1991 werd een inslagkrater op de planeet Venus naar haar vernoemd.